# Pennsylvania Dutch
Pour les articles homonymes, voir Pennsylvania Dutch (homonymie). Cet article concerne les personnes, pour la langue voir pennsilfaanisch.
Cet article court présente un sujet plus développé dans : Pennsylvania dutch country.
Le terme Pennsylvania Dutch est employé pour les descendants d'immigrés allemands, alsaciens et suisses qui se sont installés aux XVIIe et XVIIIe siècles en Pennsylvanie. Le même terme ou pennsilfaanisch désigne aussi le dialecte utilisé par ces personnes (encore nommé Pennsylvaniadeutsch, Pennsilfaanisch Deitsch, Pennsilfaani, Pennsilveni-Deitsch ou en anglais Pennsylvania German). On emploie encore la même expression pour l'art populaire développé par ces immigrants.
Les Pennsylvania Dutch sont plusieurs groupes religieux issus de l'anabaptisme du XVIe siècle, un mouvement qui met l'accent sur le baptême des adultes, la non-violence, la séparation du « monde » et l'autosuffisance. C'est entre 1700 et 1840 que plusieurs milliers de mennonites, de Brethren et d'amishs ont émigré depuis le Palatinat et la Suisse en Pennsylvanie. Ils ont établi des fermes organisées en communautés qui ont conservé leur langue et leurs coutumes religieuses. Néanmoins, ils comptent aussi des descendants de catholiques et juifs rhénans notamment alsaciens.
La population des mennonites et des amishs (Old Order) s'est accrue considérablement au XXe siècle pour atteindre quelque 50 000 personnes en 2000 en Pennsylvanie. Ils continuent à éviter la modernisation (par exemple la motorisation et les services gouvernementaux). Leur art populaire, leurs produits et leurs techniques agricoles sont très appréciés.
Selon l'American Community Survey (en), pour la période 2012-2016, 301 483 personnes se déclarent d'ascendance allemande de Pennsylvanie.

## Personnalités
- Barbara Neely (1941-2020), activiste afro-américaine et autrice de romans policiers.